# Alebra
Alebra (лат.) — род прыгающих насекомых-цикадок из отряда Полужесткокрылые.

## Описание
Дендрофильные цикадки длиной около 3—4 мм, со стройным телом и прыгательными задними ногами, темноокрашенные. Для фауны бывшего СССР указывалось 4 вида.

## Классификация
Род Alebra включают в подсемейство Typhlocybinae, а в его составе выделяют более двадцати видов цикадок:
- Alebra albostriella (Fallén, 1826)
- Alebra arisana (Matsumura, 1931)
- Alebra aurea (Walsh, 1862)
- Alebra bella Hamilton, 1995
- Alebra bicincta DeLong, 1918
- Alebra castaneae Hamilton, 1995
- Alebra coryli Le Quesne, 1977
- Alebra costatella Matsumura, 1931
- Alebra eburnea DeLong, 1918
- Alebra elegans Hamilton, 1995
- Alebra floridae Hamilton, 1995
- Alebra fumida Gillette, 1898
- Alebra kuyania (Matsumura, 1932)
- Alebra neglecta Wagner, 1940 — Палеарктика
- Alebra pallida Dworakowska, 1968 — Дальний Восток, Корея, Китай
- Alebra rubrafrons DeLong, 1918
- Alebra shaanxiensis (Ma, 1981)
- Alebra sorbi Wagner, 1949
- Alebra thoracica Hamilton, 1995
- Alebra viridis Rey, 1894
- Alebra wahlbergi (Boheman, 1845)
- Alebra xianensis (Ma, 1981)